# Toray Pan Pacific Open 2010
Il Toray Pan Pacific Open 2010 è stato un torneo di tennis giocato sul cemento. È la 35ª edizione del Toray Pan Pacific Open, che fa parte della categoria Premier nell'ambito del WTA Tour 2010. Si è giocato al Ariake Coliseum di Tokyo, in Giappone, dal 26 settembre al 2 ottobre 2010.

## Partecipanti
| Nazionalità | Giocatrice               | Ranking | Testa di serie* |
| ----------- | ------------------------ | ------- | --------------- |
| Danimarca   | Caroline Wozniacki       | 2       | 1               |
| Russia      | Vera Zvonarëva           | 4       | 2               |
| Serbia      | Jelena Janković          | 6       | 3               |
| Australia   | Samantha Stosur          | 7       | 4               |
| Italia      | Francesca Schiavone      | 8       | 5               |
| Polonia     | Agnieszka Radwańska      | 9       | 6               |
| Russia      | Elena Dement'eva         | 10      | 7               |
| Bielorussia | Viktoryja Azaranka       | 11      | 8               |
| Cina        | Li Na                    | 12      | 9               |
| Russia      | Svetlana Kuznecova       | 13      | 10              |
| Francia     | Marion Bartoli           | 14      | 11              |
| Russia      | Marija Šarapova          | 15      | 12              |
| Israele     | Shahar Peer              | 17      | 13              |
| Francia     | Aravane Rezaï            | 18      | 14              |
| Russia      | Nadia Petrova            | 19      | 15              |
| Russia      | Anastasija Pavljučenkova | 20      | 16              |

* Le teste di serie sono basate sul ranking al 20 settembre 2010.

### Altre partecipanti
Le seguenti giocatrici hanno ricevuto una wild card per il tabellone principale:
- Kimiko Date Krumm
- Ayumi Morita
- Kurumi Nara

Le seguenti giocatrici sono passate dalle qualificazioni:
- Gréta Arn
- Iveta Benešová
- Chang Kai-chen
- Ekaterina Makarova
- Christina McHale
- Laura Robson
- Coco Vandeweghe
- Roberta Vinci

La seguente giocatrice è stata ripescata come lucky loser:
- María José Martínez Sánchez

## Campioni

### Singolare
Caroline Wozniacki ha battuto in finale  Elena Dement'eva con il punteggio di 1–6, 6–2, 6–3.
- È stato il 5º titolo dell'anno per Caroline Wozniacki, l'11° della sua carriera .

### Doppio
Iveta Benešová /  Barbora Záhlavová-Strýcová hanno battuto in finale  Shahar Peer /  Peng Shuai con il punteggio di 6–4, 4–6, [10–8].